# Edward Dwelly

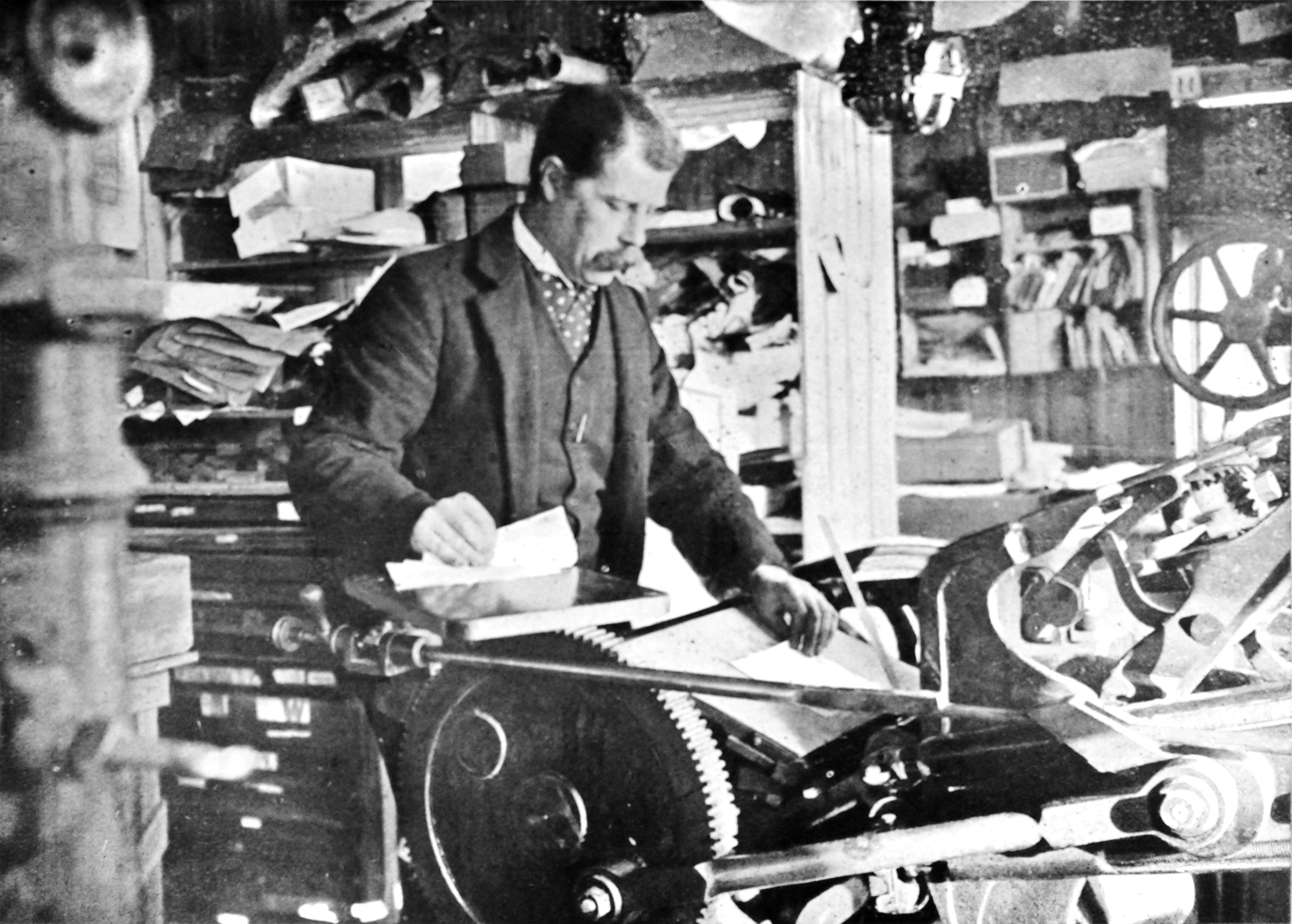
Edward Dwelly en una imprenta.

Edward Dwelly (nacido en Inglaterra en el siglo XIX) fue un lexicógrafo británico, miembro vitalicio de la Sociedad Gaélica de Londres y de An Comunn Gaidhealach.
Entre 1901 y 1911 fue publicando por entregas el Faclair Gàidhlig gu Beurla le dealbhan - Illustrated Gaelic to English dictionary (Diccionario gaélico - inglés ilustrado), el mayor diccionario de gaélico escocés del siglo XX.